# Гула Євген Петрович
Євген Петрович Гула (нар. 3 лютого 1945, Тисовець) — український художник і педагог; член Національної Спілки художників України з 2000 року. Відмінник освіти України, заслужений працівник освіти України з 2021 року.

## Життєпис
Народився 3 лютого 1945 року в селі Тисовці Ряшівського воєводства (нині Польща). У віці 1 року з сім'єю був переселений з польських земель в Україну (в рамках депортації українців з Польської республіки до УРСР 1944—1946 років). Сім'я оселилася в селі Папірні Тернопільської області.
В 1963 році закінчив середню школу в селі Буданові. Після закінчення школи працював у Сєвєродонецьку на будівництві. Звідти був призваний до Радянської армії. В 1979 році закінчив Київський художній інститут, де навчався у Валентини Виродової-Готьє, Івана Ковтонюка, Володимира Сингаївського, Володимира Болдирєва.
З 1986 року — викладач, доцент кафедри рисунку та живопису Київського технологічного інституту легкої промисловості; одночасно протягом 1990—1994 років обіймав посаду старшого викладача кафедри графіки у Київському політехнічному інституті. Нині професор, виконувач обов'язків завідувача кафедри графічного дизайну Київського національного університету технологій та дизайну. Засновник мистецької школи «Українське графічне мистецтво та дизайн».
Мешкав у Києві в будинку на вулиці Теремківській, № 8 та у будинку на вулиці Левка Лук'яненка № 13А.

## Творчість
Працює в галузях станкового (пише історичні і тематичні полотна, портрети, натюрморти) і монументального живопису, станкової графіки (володіє техніками пастеллю, аквареллю, темперою, монотипією). Серед робіт:
живопис
- «Козацькі думи» (1986);
- «Настрій» (1988);
- «Білі яблука» (1988);
- «Пам'яті Михайла Бойчука» (1989);
- «Відродження» (1990);
- «Тарас Шевченко» (1990);
- «Воскресіння» (1992);
- «Бриніли струни» (1996);
- «Польові квіти» (1997);
- «Маски» (1997);
- «Білий ангел» (1998);
- «Ранок у Криму» (1998);
- «Настрій з Мостова–1» (1999);
- «Літа молодії» (2000);
- «Квіти весни» (2000);
- «Благовіст» (2000);
- «Острів Байди» (2002);
- «Хортиця» (2002);
- «Благодать» (2002);
- «Волошки» (2002);
- «Вакханалія» (2003);
- «Карпати» (2003);
- триптих «Сучасність» (2004);
- «Стіна» (2005);
- «Київські вітрила» (2005);
- «Київські вітрила» (2005);
- «Світанок» (2005);
- «Адамове яблуко» (2013);
- «Розмова» (2014);
- «Благословіння» (2014);
- «Горанська ротонда» (2014);
- триптих «Молитва за Україну» (2016);
- триптих «Пророцтво» (2016);
- триптих «Алфавіт істини» (2017);
- «Повернення» (2018);
- «Коло вічності» (2020);
- «Поезія віків» (2020);

портрети
- «Тетяна» (1990; 2003);
- «Іван Мазепа» (1993);
- «Дружина» (1993);
- «Студентка Олена» (1995);
- «Доктор медицини Андрій Батрух» (1998);
- «Мар'янка» (2003);
- «Богдан Батрух» (2018);
- «Болтівець С. І.» (2018);
- «Іліє Мазори» (2018);

розписи храмів
- в селі Руді-Сілецькій Львівського району Львівської області (1975);
- в селі Уличному Дрогобицького району Львівської області (1981);
- в селі Папірні Чортківського району Тернопільської області (1989);
- собору святих Петра і Павла у Сімферополі (1992).

Учасник всеукраїнських, всесоюзних та зарубіжних мистецьких виставок з 1980 року. Персональні виставки відбулися у Києві у 1988, 1991, 1993, 2003 роках, Білій Церкві в 1994 році, Кошаліні в 1999 році, Мюнхені в 2000 році, Слупську в 2002 році.
Картини художника зберігаються у Білоцерківському краєзнавчому музеї, приватних колекціях України, Польщі, Німеччини, Франції, Сполучених Штатів Америки, Китайської Народної Республіки, Російської Федерації, Білорусі.
Авто 40 публікацій, в тому числі — навчальних посібників, монографій, каталогів художніх робіт, зокрема монографії «Пластична анатомія — основа рисунка» (2013), художньо-поетичної збірки-каталогу «Елегія життя» (2018).